# Montebabbio
Montebabbio è una frazione del Comune di Castellarano, sito in provincia di Reggio nell'Emilia.

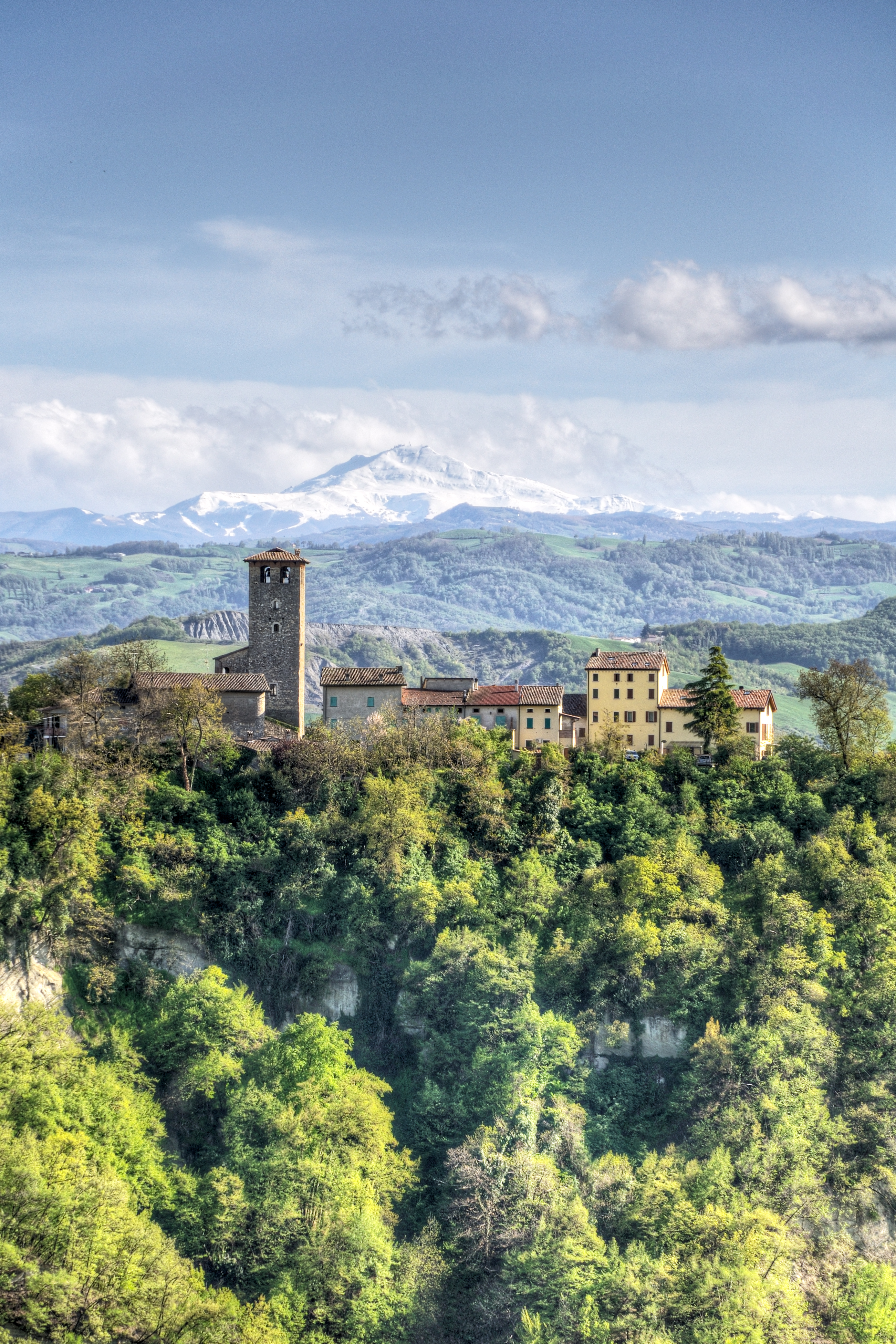
Veduta di Montebabbio con il Monte Cimone sullo sfondo

## Geografia
Dal punto di vista geologico, il suo territorio è costituito da pietra arenaria. 
Il territorio di Montebabbio comprende le seguenti borgate, tra loro collegate da antiche strade: Castello, Monte Vinci, Pradivia, Sabbioni, Cade Grimaldi, Canicchio, Telarolo, Viole, Lorano, Gambarata, Montecaria, Spallanzano, Casa Bedeschi e Barca. La borgata fortificata detta Castello doveva probabilmente far parte del sistema difensivo alto-medievale in quanto dalla sua posizione si poteva dominare una notevole porzione di territorio, e in comunicazione visiva con altre torri o castelli costituiva un posto di vedetta contro le incursioni nemiche.

## Storia
La prima testimonianza di Montebabbio risale all'epoca matildica.
In un documento del 29 gennaio 1059 Papa Nicolò II conferma beni e diritti alla Canonica della Chiesa di Reggio, e tra essi “ … in Montebabuli mansum unum” (in Montebabbio un podere).
L'investitura venne confermata dall'antipapa Clemente III nel 1092.
Il suo nome trae probabilmente origine da “mons sabuli”, monte di sabbia, poi volgarizzato in “mons babuli”.
Il recente ritrovamento delle fondamenta di una chiesa a tre navate risalente alla fine del secolo XI, nei pressi della torre, ha fatto plausibilmente ipotizzare che ivi si trovasse l'originaria pieve di S. Eleucadio, successivamente (XIII secolo) spostata di località a S. Valentino a seguito della sua distruzione dovuta alla debolezza geologica della roccia arenaria sulla quale era stata costruita.
Dopo la morte di Matilde di Canossa (1125), Montebabbio viene nominato tra i beni che la Chiesa di Reggio diede ai signori di Gesso, il cui castello sorgeva nelle vicinanze, con potere di riscuotere parte delle decime in vari paesi, tra i quali S. Valentino, Lorano e Valle Fosca.
Con l'avvento di Papa Innocenzo III, la Chiesa cerca di rientrare in possesso del patrimonio matildico e, con l'appoggio imperiale, investe i Torello di Ferrara di tutti i beni, tra i quali la Curia di Montebabbio.
Nel 1245 Federico II rinnova a Giacomo Torello, figlio di Salinguerra, l'investitura fatta al padre.
Risale al 1279 la prima menzione di Montebabbio come comune.
Nel 1296 i Da Fogliano, i Roberti e altre potenti famiglie tra cui i figli di Bartolomeo da Montebabbio, un prezioso alleato dei Da Fogliano, si ribellano al Marchese Azzo D'Este. Ma la ribellione fallisce perché Azzo espugna il castello di Montebabbio e fa decapitare Bartolomeo sotto gli occhi dei suoi figli.
Dopo il dominio degli Scaligeri e successivamente di quello dei Gonzaga, il castello di Montebabbio viene segretamente consegnato, nel 1345, al Marchese Obizzo D'Este, che voleva conquistare il potere a Reggio.
Nel 1373 Bernabò Visconti, divenuto a sua volta padrone del Reggiano, assicura i beni degli Estensi ai Da Fogliano; in particolare, Montebabbio passa a Nicolò Da Fogliano, detto Barba, insieme a Levizzano, S. Cassiano, Saltino ed altri centri.
Montebabbio rimane ai successori di Nicolò Da Fogliano fino al 1428 quando, per volere di Niccolò III d'Este, passa ad Alberto della Sala, fedelissimo del Marchese di Ferrara, che aveva seguito in Terra Santa e in molte azioni militari.
Alla morte di questi, nel 1444, il marchese Lionello d'Este ne dà la giurisdizione al proprio fratello Borso il quale, divenuto Duca, ne cede il diritto a Feltrino Boiardo, conte di Scandiano.
Alla morte di Feltrino (1456) il feudo scandianese passa indiviso al figlio Giulio Ascanio e al nipote Matteo Maria.
Nella successiva divisione del 1474, Montebabbio ed altre terre vengono assegnate a Giovanni Boiardo, succeduto al padre Giulio Ascanio, mentre a Matteo Maria spetterà la parte rimanente del feudo: Scandiano, Torricella, Gesso e Sabbione.
Sono anni abbastanza tranquilli sotto il profilo militare. Le uniche controversie riguardano la ripartizione delle tante imposizioni fiscali stabilite dalla Corte estense. Nel 1463, nel corso di una riunione dei comuni del feudo, sono presenti per Montebabbio, Paolino Bedeschi, Giovanni e Pietro Grimaldi e Brandolino Ferretti. Nel 1506, in occasione della redazione degli Statuti del feudo, parteciparono per Montebabbio Domenico Biasini e Bertonus de Spalanzano.
Nel 1523 morì il conte Giovanni Boiardo e gli successe il figlio primogenito Gian Battista; nel 1528 alla morte di questi senza eredi maschi, il governo del feudo passerà in eredità al fratello Giulio.
Il conte Giulio Boiardo governerà la Contea di Scandiano dal 1528 al 1553; alla morte senza eredi maschi, il feudo passerà al fratello infermo Ippolito Boiardo, che sarà affiancato da curatori scelti e nominati dalla Camera Ducale Estense.
Nel 1557 gli Spagnoli distruggono la rocca di Dinazzano e quella di Montebabbio, che mantengono, assieme agli altri territori conquistati, fino alla pace tra il Duca ed il Re di Spagna.
Estintasi nel 1560 la famiglia dei Boiardo, della linea di Feltrino, il feudo passa sotto l'amministrazione diretta dalla Camera Ducale Estense fino al 1565, quando il Duca Alfonso I concede la contea al nobile vicentino Ottavio Thiene che aveva sposato Laura, primogenita di Giulio Boiardo. Il suo governo autoritario fu male accetto alla comunità, abituata alla mite amministrazione dei Boiardo. Alla morte di Ottavio gli succede il figlio Giulio, e dopo di lui Ottavio II, che morì senza figli maschi nel 1623. Il feudo, che nel frattempo da contea era divenuto marchesato, tornò alla Camera Ducale, che ne investì i Bentivoglio.
Nel 1654 Montebabbio conta 334 abitanti sui 5336 dell'intero feudo. Tra essi troviamo un Francesco Notari "mendico", un Manfredo Tosi sartore, un Domenico Notari "tamburino", un Santo Valestra "messo", un Giovanni Nodari sbirro.
Le ricche famiglie reggiane Prini e Cabrietti, tra loro imparentate ed aspiranti alla nobiltà, acquistarono dal Principe Luigi D'Este la “Villa di Montebabbio col castello e sua Giurisdizione” e ne ottennero dal Duca l'investitura ed il titolo di conte (1687). L'amministrazione del feudo, secondo gli accordi, venne tenuta ad anni alterni da ciascuna delle due famiglie.
Montebabbio era Contea con una propria Adunanza di Reggenti, formando con Lorano un solo comune.
Alla fine del Settecento contava 370 abitanti.
Con la rivoluzione francese vengono aboliti tutti i feudi e da quel momento Montebabbio segue le vicende della repubblica Cisalpina e Cispadana fino a pervenire al Regno d'Italia napoleonico. Dopo la restaurazione estense Montebabbio entrò a far parte del comune di Castellarano, al quale appartiene ancor oggi.
Dell'antico castello rimane solo la torre, coronata da merli ghibellini a coda di rondine.
In prossimità sorge il borgo, su di un piccolo colle di roccia arenaria dominante la valle del torrente Tresinaro e più in basso, oltre la strada, sorge la chiesa (risalente a XVII secolo), con il monumento ai caduti delle due guerre.
Il borgo, di impianto medievale, comprendente la canonica e diversi edifici oggi ristrutturati ed abitati, è dominato dall'imponente torre, che è l'unica parte rimasta dell'antico castello.